# Anja Hauptmann
Anja Hauptmann (* 1943) ist eine deutsche Sängerin, Liedtexterin und Übersetzerin für englischsprachige Musicals.

## Leben und Wirken
Sie wurde als Tochter Benvenuto Hauptmanns (1900–1965), eines Sohns des Dichters Gerhart Hauptmann, und dessen vierter und letzter Ehefrau Barbara, geb. Schneggenburger, einer Tochter des Dirigenten Max von Schillings, geboren und hatte den Halbbruder Arne Hauptmann (1932–1992), einen Physiker. Ab 1965 war sie einige Zeit Ansagerin beim ZDF.
Hauptmann schrieb Liedtexte u. a. für Katja Ebstein, Daliah Lavi, Rex Gildo, Su Kramer, Lena Valaitis und Curd Jürgens. 1975 brachte sie unter eigenem Namen das von ihr getextete und gesungene Album Mein Kind heraus; zu diesem Album entstand ein Jahr später die ZDF-Produktion Mein Kind, Lieder von und mit Anja Hauptmann.
Sie ist auch eine Übersetzerin aus dem Englischen, u. a. von Gedichten von Rudyard Kipling und Liedtexten von Leonard Cohen. Außerdem übersetzte sie zahlreiche Musical-Texte ins Deutsche, u. a. Jesus Christ Superstar (1970) und Dirty Dancing.

## Werke

### Alben
- 1975: Mein Kind, Texte: Anja Hauptmann; Musik: Christian Bruhn, Abi Ofarim, Suzanne Doucet, Timothy Touchton
- 1977: Hey, Lange!, Texte: Anja Hauptmann; Musik: Abi Ofarim, Suzanne Doucet, Jerry Rix, Ralf Toursel, Paul Vincent-Gunia

### Single
- 1976: Hey Lange / Schenk mir zum Geburtstag eine Tarnkappe

### Filme
- 1975: Mein Kind, Lieder von und mit Anja Hauptmann[4]
- 1983: Monaco Franze – Der ewige Stenz, Episode: Ein bissel was geht immer (als Frau Schoenferber)
- 1986: Kir Royal

### Textübersetzungen
- 1970: Jesus Christ Superstar, Musical von Tim Rice (Text) und Andrew Lloyd Webber (Musik)
- 2000: The Beautiful Game, Musical von Ben Elton (Text) und Andrew Lloyd Webber (Musik)
- 2006: Dirty Dancing, Musical von Eleanor Bergstein
- 2014: The Addams Family, Musical von Andrew Lippa (Text und Musik)